# Истобное (Липецкая область)
Истобное — село Чаплыгинского района Липецкой области, административный центр Истобенского сельсовета.

## География
Село расположено на берегу реки Становая Ряса в 13 км на юг от райцентра города Чаплыгин.

## История
Истобное в качестве деревни Истобной поляны упоминается в Козловских писцовых книгах 1638-39 годов, где она показана в Слобоцком стану. По окладным книгам 1676 года Истобное значится уже селом с церковью св. мученицы Параскевы, нарицаемой Пятницы. Вместо упоминаемой в окладных книгах сгоревшей Пятницкой церкви поставлена была новая деревянная в тоже храмонаименование, которую и дозволено было освятить в 1752 г. по просьбе Ивана Васильевича Даурова. Каменная Пятницкая церковь с таковой же колокольней и оградой вокруг церкви построена купцами Феодором и Сергеем Трофимовичами Соболевыми в 1868 г. В 1883 г. местным священником открыта была церковно-приходская школа.
В XIX — начале XX века село входило в состав Колыбельской волости Раненбургского уезда Рязанской губернии. В 1906 году в селе было 475 дворов.
С 1928 года село являлось центром Истобенского сельсовета Раненбургского района Козловского округа Центрально-Чернозёмной области, с 1944 года — в составе Колыбельского района, с 1954 года — в составе Липецкой области, с 1956 года — в составе Чаплыгинского района.
До 2018 года в селе действовала основная общеобразовательная школа.

## Известные жители
Село — родина полного кавалера Ордена Славы Николая Петровича Маликова.

## Население
| 1859 | 1897  | 1906  | 2010 |
| ---- | ----- | ----- | ---- |
| 2245 | ↗3341 | ↘3326 | ↘314 |

## Инфраструктура
В селе имеются фельдшерско-акушерский пункт, отделение почтовой связи.